# Francis T. Cullen
Francis T. Cullen (* 1951) ist ein US-amerikanischer Soziologe und Kriminologe. Der emeritierte Forschungsprofessor der University of Cincinnati war sowohl Präsident der American Society of Criminology (2005) als auch der Academy of Criminal Justice Sciences (1993/94). Für 2022 wurde ihm zusammen mit Peggy C. Giordano der Stockholm Prize in Criminology zugesprochen.
Cullen machte 1972 einen Bachelor-Abschluss in Psychologie am Bridgewater State College (Massachusetts) und ging danach an die Columbia University, wo er in den Fächern Soziologie und Pädagogik 1974 das Master-Examen machte und 1979 zum Ph.D. promoviert wurde. Doktorvater war Richard A. Cloward. Assistant Professor für Soziologie war er an der Western Illinois University. 1982 wechselte er an die University of Cincinnati.